# アルバネーゼ多様体
数学において、ジアコモ・アルバネーゼ(Giacomo Albanese)にちなんで名づけられたアルバネーゼ多様体(Albanese variety) A(V) は、曲線のヤコビ多様体の一般化で、多様体 V 上に与えられた点を A の単位元へ送る写像により生成されるアーベル多様体である。言い換えると、多様体 V からアルバネーゼ多様体 A(V) への射が存在し、V から任意のアーベル多様体への任意の射（与えられた点を単位元に送る）は A(V) を通して一意に分解する。複素多様体に対しても}同様な方法で、V からトーラス A(V) への射としてアルバネーゼ多様体を定義することができBlanchard (1956)、トーラスへの任意の射はこの写像を通して一意に分解する。（この場合は解析的多様体の場合であり、代数的である必要はない。）
コンパクトなケーラー多様体に対し、アルバネーゼ多様体の次元は、ホッジ数 h1,0 である。このホッジ数は、V 上の第一種微分(differentials of the first kind)の空間の次元であり、曲面に対してはこの次元を不正則数と呼ぶ。微分形式のことばでは、V 上の任意の正則 1-形式は、アルバネーゼ多様体 Alb(V) 上の恒等元での正則余接空間(cotangent space)からくる変換不変 1-形式の引き戻し(pullback)である。まさに、曲線の場合のように、V の基点(base point)を選択する（そこから積分する）ことにより、アルバネーゼ写像(Albanese morphism) 
{\displaystyle V\to \operatorname {Alb} (V)}
が引き戻された 1-形式に沿って定義される。この射はアルバネーゼ多様体上の変換を同一視すると一意である。
正標数の体上の多様体に対しては、アルバネーゼ多様体の次元は、ホッジ数 h1,0 と h0,1 （この値は等しい値である必要はない）よりも小さくなるかもしれない。このためには、アルバネーゼ多様体は、恒等元での接空間であり {\displaystyle H^{1}(X,O_{X})} で与えられるピカール多様体の双対であることに注意する。この {\displaystyle \dim X\leq h^{1,0}} は参考文献の中の井草準一の結果である。

## ピカール多様体との関係
アルバネーゼ多様体は、ピカール多様体の双対(dual)である（V の可逆層を分類するピカールスキームの零点の連結成分）。
{\displaystyle \operatorname {Alb} \,V=(\operatorname {Pic} _{0}\,V)^{\vee }.}
代数曲線に対し、アーベル・ヤコビの定理は、アルバネーゼ多様体とピカール多様体が同型であることを意味している。

## 参照項目
- 中間ヤコビ多様体（英語版）(Intermediate Jacobian)
- アルバネーゼスキーム（英語版）(Albanese scheme)